# Bebryce cinerea
Bebryce cinerea är en korallart som beskrevs av Elisabeth Deichmann 1936. Bebryce cinerea ingår i släktet Bebryce och familjen Plexauridae. Inga underarter finns listade i Catalogue of Life.